# Præsidentvalget i Tyskland 1999
Præsidentvalget i Tyskland 1999 blev afholdt blandt repræsentanterne i Forbundsforsamlingen, som den 23. maj 1999 valgte Johannes Rau (SPD) som ny forbundspræsident.
Modkandidaterne var fra CDU/CSU var Dagmar Schipanski og fra PDS Uta Ranke-Heinemann, datter af tidligere forbundspræsident Gustav Heinemann.
Forbundsforsamlingen var sammensat af 1338 medlemmer, og kravet til absolut flertal var dermed 670 stemmer.
| Valgomgang    | Kandidat            | Afgivende stemmer | %      | Parti            |
| ------------- | ------------------- | ----------------- | ------ | ---------------- |
| 1. valgomgang | Johannes Rau        | 657               | 49,1 % | SPD              |
| 1. valgomgang | Dagmar Schipanski   | 588               | 43,9 % | foreslået af CDU |
| 1. valgomgang | Uta Ranke-Heinemann | 69                | 5,2 %  | foreslået af PDS |
| 2. valgomgang | Johannes Rau        | 690               | 51,6 % | SPD              |
| 2. valgomgang | Dagmar Schipanski   | 572               | 42,8 % | foreslået af CDU |
| 2. valgomgang | Uta Ranke-Heinemann | 62                | 4,6 %  | foreslået af PDS |